# علاء الدين (فلم هندي)
علاء الدين (بالإنجليزية: Aladin) هو فيلم هندي صدر في (30 من أكتوبر عام 2009)، هو فيلم خيال علمي من بطولة ريتيش ديشموخ و جاكلين فيرنانديز إلى جانب الممثل أميتاب باتشان و سانجاي دوت.